# Live at Reading
Live at Reading es el tercer CD/DVD en vivo del grupo musical estadounidense de grunge Nirvana, lanzado el 2 de noviembre de 2009, con la crónica de su actuación en el Festival de Reading en 1992. Tiempo después de la actuación comenzaron a circular entre coleccionistas diferentes grabaciones de video y audio, algunas de ellas a la venta en bootlegs, con un variado rango de calidades. Las mejores grabaciones fueron durante más de una década las tomadas de transmisiones de la BBC, que grabó en forma profesional el concierto y lo transmitió al menos 2 veces en una versión incompleta editada para ajustarse a un programa de radio de 1 hora; hasta que a principios del año 2005 apareció un video profesional completo, de similar calidad pero con una mezcla de audio diferente a la transmitida por la BBC (unas pocas canciones de este video habían sido trasmitidas en la televisión británica años antes, pero nunca el show completo). El álbum oficial presenta una remezcla del audio, un nuevo montaje del video con ángulos de cámara diferentes al video previamente circulado entre coleccionistas, y corrección del color. La presentación de «tourette's», sacada de la grabación de la BBC, fue publicado previamente en la compilación en vivo From the Muddy Banks of the Wishkah.
En Live at Reading es la primera vez que un lanzamiento de Nirvana recibe crédito de una composición de Chet Powers por la utilización de sus letras de la canción «Get Together» (en 1960, un himno de la paz y el amor) como el intro de «Territorial Pissings».

## Recepción
Según Metacritic, Live at Reading tiene una puntuación de 93 sobre 100, que indica la "aclamación universal". Este concierto fue posicionado en el número 1 de Los 100 conciertos que conmocionaron al mundo.

## Lista de canciones
| N.º | Título                                                                  | Duración |  |
| 1.  | «Breed»                                                                 | 3:12     |  |
| 2.  | «Drain You»                                                             | 3:38     |  |
| 3.  | «Aneurysm»                                                              | 4:35     |  |
| 4.  | «School»                                                                | 2:43     |  |
| 5.  | «Sliver»                                                                | 2:06     |  |
| 6.  | «In Bloom»                                                              | 4:36     |  |
| 7.  | «Come as You Are»                                                       | 3:36     |  |
| 8.  | «Lithium»                                                               | 4:21     |  |
| 9.  | «About a Girl»                                                          | 2:51     |  |
| 10. | «tourette's»                                                            | 1:50     |  |
| 11. | «Polly»                                                                 | 2:48     |  |
| 12. | «Lounge Act»                                                            | 2:36     |  |
| 13. | «Smells Like Teen Spirit»                                               | 4:45     |  |
| 14. | «On a Plain»                                                            | 3:00     |  |
| 15. | «Negative Creep»                                                        | 2:52     |  |
| 16. | «Been a Son»                                                            | 2:13     |  |
| 17. | «All Apologies»                                                         | 3:09     |  |
| 18. | «Blew»                                                                  | 3:19     |  |
| 19. | «Dumb»                                                                  | 2:32     |  |
| 20. | «Stay Away»                                                             | 3:32     |  |
| 21. | «Spank Thru»                                                            | 3:06     |  |
| 22. | «Love Buzz» (cover de Shocking Blue, aparece solo en la versión de DVD) | 4:56     |  |
| 23. | «The Money Will Roll Right In» (cover de Fang)                          | 2:16     |  |
| 24. | «D-7» (cover de Wipers)                                                 | 3:43     |  |
| 25. | «Territorial Pissings»                                                  | 4:29     |  |

## Personal
- Kurt Cobain: Voz y guitarra eléctrica.
- Krist Novoselic: Bajo y voz.
- Dave Grohl: Batería y voz.

## Posiciones en las listas
| Año  | Álbum           | Lista              | Posición |
| ---- | --------------- | ------------------ | -------- |
| 2009 | Live at Reading | Alternative Albums | N.º 1    |
| 2009 | Live at Reading | Rock Albums        | N.º 3    |
| 2009 | Live at Reading | Canadian Albums    | N.º 17   |
| 2009 | Live at Reading | Digital Albums     | N.º 25   |
| 2009 | Live at Reading | European Albums    | N.º 33   |
| 2009 | Live at Reading | Billboard 200      | N.º 37   |

## Certificaciones
60 000 (CD)
  15 000 (DVD)
  2 500 (DVD)